# Pablito Picasso
Pour les articles homonymes, voir Picasso (homonymie).
Pablito Picasso, né à Cannes le 5 mai 1949 et mort le 12 juillet 1973 à Antibes, est le premier petit-fils de Pablo Picasso. 

## Biographie
Pablito Picasso est né en 1949, dans la ville de Cannes, dans les Alpes-Maritimes, en France. Fils d'Emilienne Lotte May et de Paulo Picasso, il est le petit-fils de la danseuse ukrainienne Olga Khokhlova et de l'artiste espagnol Pablo Picasso. 
Pablito Picasso est le frère aîné de la mécène Marina Picasso et le demi-frère de l'homme d'affaires Bernard Ruiz-Picasso.
Il décide de mettre fin à ses jours en ingurgitant de l'eau de Javel et décède à Antibes après une longue agonie, le 12 juillet 1973 dans les bras de sa sœur cadette, Marina Picasso. 